# Elaeocarpus leratii
Elaeocarpus leratii är en tvåhjärtbladig växtart som beskrevs av Schlechter. Elaeocarpus leratii ingår i släktet Elaeocarpus och familjen Elaeocarpaceae. Inga underarter finns listade i Catalogue of Life.